# École (Savoie)
École település Franciaországban, Savoie megyében. Lakosainak száma 307 fő (2022. január 1.). École Aillon-le-Jeune, Cléry, La Compôte, Fréterive, Grésy-sur-Isère, Jarsy, Montailleur, Saint-Pierre-d’Albigny és Sainte-Reine községekkel határos.

## Népesség
A település népességének változása:
| Lakosok száma | 277  | 271  | 288  | 291  | 301  | 303  | 306  | 309  | 307  |
|               | 2013 | 2015 | 2016 | 2017 | 2018 | 2019 | 2020 | 2021 | 2022 |